# Teoria ERG
Teoria ERG – teoria motywacji opracowana przez Claytona Alderfera. 

## Opis
Alderfer zaproponował inną hierarchię potrzeb niż ta opracowana przez Abrahama Maslowa. Nazwa teorii jest skrótem trzech słów: E – egzystencja (existence), R – związek (relatedness) oraz G – wzrost (growth). Teoria ta uogólnia zatem teorię hierarchii potrzeb Maslowa i dzieli ją na trzy szczeble. Potrzeba egzystencji jest odpowiednikiem potrzeb fizjologicznych oraz bezpieczeństwa. Potrzeba związków mówi o kontaktach międzyludzkich i ich wpływie na prace człowieka (u Maslowa potrzeba przynależności i szacunku). Potrzeba wzrostu, a więc najwyższy szczebel w hierarchii Alderfera, koncentruje się na potrzebie szacunku do samego siebie i samorealizacji.
Teorię ERG odróżnia od hierarchii potrzeb Maslowa kolejność wypełniania potrzeb. Maslow zakłada, że człowiek chce zaspokajać swoje potrzeby w ustalonej kolejności i pozostaje na określonym szczeblu tak długo, aż dana klasa potrzeb zostanie zaspokojona. Nie dopuszcza on także regresu. I tak zaczynając od potrzeb fizjologicznych, człowiek pnie się coraz wyżej, wraz ze spełnianiem swoich niższych pragnień. Alderfer zakłada, że ludzie mogą kierować się kilkoma kategoriami naraz w swoim działaniu. Ludzie mogą być jednocześnie motywowani pragnieniem pieniędzy (potrzeba egzystencji), pragnieniem przyjaźni (potrzeba związku) oraz pragnieniem nabycia nowych umiejętności (potrzeba wzrostu). Jednocześnie, jeśli dana klasa potrzeb nie zostanie zaspokojona, jednostka będzie odczuwała frustrację i zejdzie na niższy poziom, bądź też zaspokoi daną potrzebę w inny sposób (na przykład podwyżka zamiast potrzeby przyjaźni).